# Hrabstwo Wharton

Piramida wieku hrabstwa

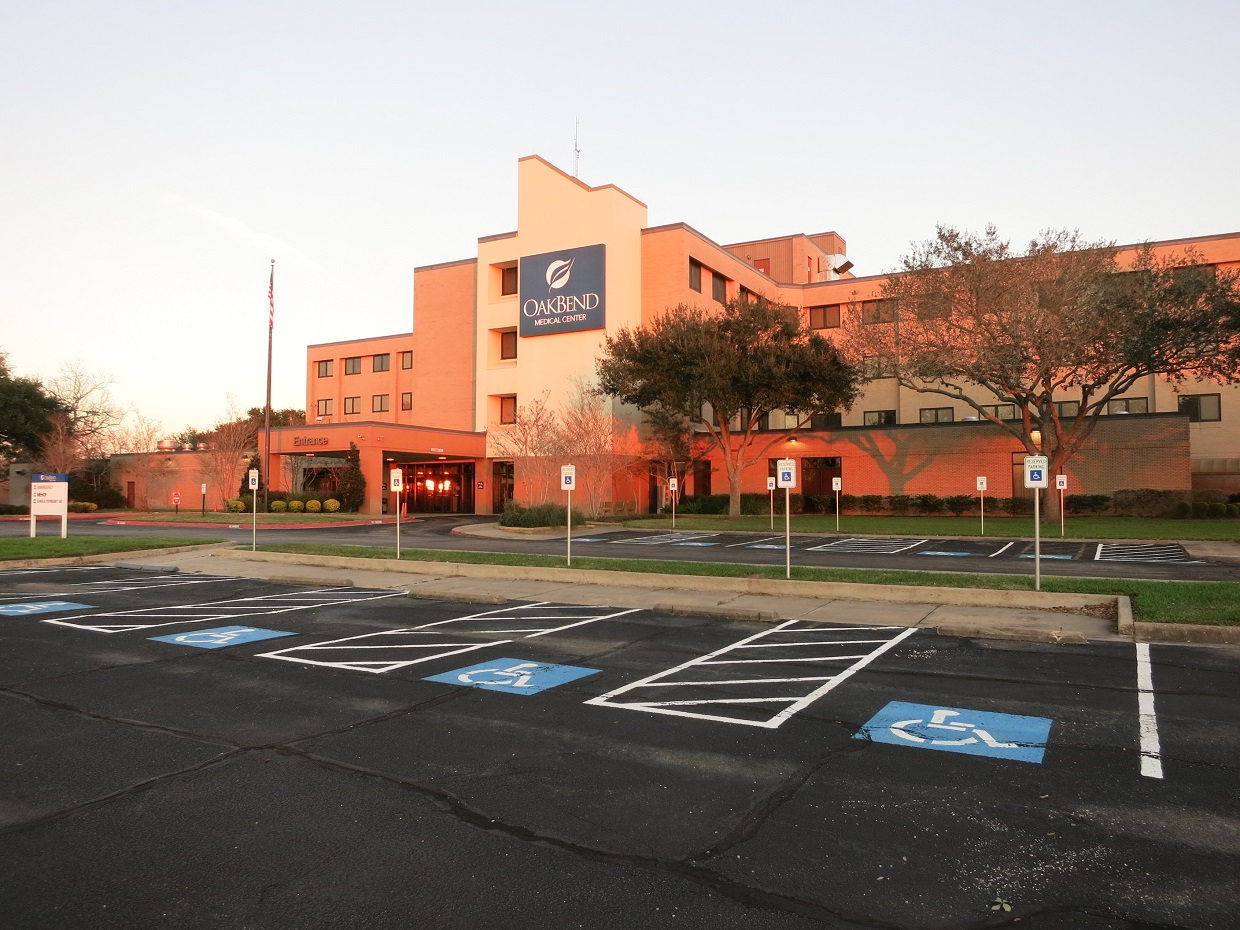
Szpital w Wharton

Hrabstwo Wharton – hrabstwo położone w USA w stanie Teksas. Utworzone w 1846 r. Siedzibą hrabstwa jest miasto Wharton. 

## Miasta
- East Bernard
- El Campo
- Wharton

## CDP
- Boling
- Hungerford
- Iago
- Louise

## Sąsiednie hrabstwa
- Hrabstwo Austin (północ)
- Hrabstwo Fort Bend (północny wschód)
- Hrabstwo Brazoria (wschód)
- Hrabstwo Matagorda (południowy wschód)
- Hrabstwo Jackson (południowy zachód)
- Hrabstwo Colorado (północny zachód)

## Gospodarka
Hrabstwo Wharton zajmuje 2. miejsce w stanie i 194. miejsce w kraju pod względem zysków z upraw. 61% areału hrabstwa to obszary uprawne, 33% to pastwiska i 5% to obszary leśne. 
- akwakultura (3. miejsce w stanie)[1]
- szkółkarstwo (4. miejsce)[1]
- uprawa bawełny (16. miejsce), kukurydzy, ryżu, sorgo i warzyw[1]
- hodowla bydła, drobiu i koni[1]
- wydobycie gazu ziemnego i ropy naftowej[2]
- produkcja siana[1]
- przemysł mleczny[1].

## Demografia
Według spisu w 2020 roku hrabstwo liczy 41,6 tys. mieszkańców, w tym byli:
- Latynosi – 43,7%
- biali nielatynoscy – 42,6% (pochodzenia czeskiego – 11,6%, niemieckiego – 10%, irlandzkiego – 4,4% i angielskiego – 4,1%[4])
- czarni lub Afroamerykanie – 13,5%
- rdzenni Amerykanie – 0,8%
- Azjaci – 0,6%.

## Religia
Członkostwo w 2020 roku: 
- katolicy – 35,9%
- protestanci (gł. baptyści, bezdenominacyjni i metodyści) – ponad 35%
- świadkowie Jehowy – 1,3%
- mormoni – 0,8%.